# The Real Me
«The Real Me» es una canción del grupo británico The Who, publicada en el álbum de estudio Quadrophenia. Fue compuesta por el guitarrista Pete Townshend para la segunda ópera rock el grupo en 1973 y es la segunda canción del disco, en la que describe cómo se siente el protagonista, Jimmy, cuando trata con varias personalidades que identifica como el "yo real".
La canción incluyó una línea de bajo interpretada por John Entwistle, bajista del grupo. Según una entrevista concedida en 1996 a Goldmine Magazine, la parte de bajo fue grabada en una primera y única toma. Entwistle comentó que "estaba bromeando" cuando tocaba su parte, pero al grupo le gustó y lo usó en la versión final.
Además de las estrofas donde el protagonista habla con un psiquiatra, con su madre y con un predicador, la demo original de Townshend, publicada en su álbum en solitario Scoop 3, incluyó otra estrofa sobre el rock and roll en general. Los arreglos de la canción son también más lentos que la versión finalmente publicada en Quadrophenia.

## Interpretaciones en directo
The Who tocó por primera vez «The Real Me» en directo durante la gira de promoción de Quadrophenia, como popurrí junto a una grabación de «I Am the Sea», y fue interpretada hasta el final de su siguiente gira, en esta ocasión sin «I Am the Sea» como introducción. A continuación, no volvió a tocarse hasta la gira de 1979, donde se interpretó generalmente en la parte final de los conciertos. También fue tocada con Kenney Jones como reemplazo de Keith Moon tras su muerte en la gira de 1981, pero no en la de 1982. En sucesivas reuniones del grupo, volvió al repertorio habitual de los conciertos, especialmente en los años 1996 y 1997. Pete Townshend y Roger Daltrey siguieron tocando la canción en directo tras la muerte de John Entwistle en 2002, desde 2007, con Pino Palladino reemplazando la versión original de Entwistle. 

## Apariciones en disco
«The Real Me» fue incluido en el largometraje de Quadrophenia y en su banda sonora, con una nueva pista de bajo y un final alternativo opuesto al del álbum original. Los siguientes discos del grupo incluyen la canción: 
- Quadrophenia
- Quadrophenia (banda sonora)
- Hooligans
- Thirty Years of Maximum R&B
- Blues to the Bush
- The Ultimate Collection
- Live at the Royal Albert Hall
- Greatest Hits Live

## Personal
- Roger Daltrey: voz
- John Entwistle: bajo
- Pete Townshend: guitarra
- Keith Moon: batería